# Click Mills von Huxter

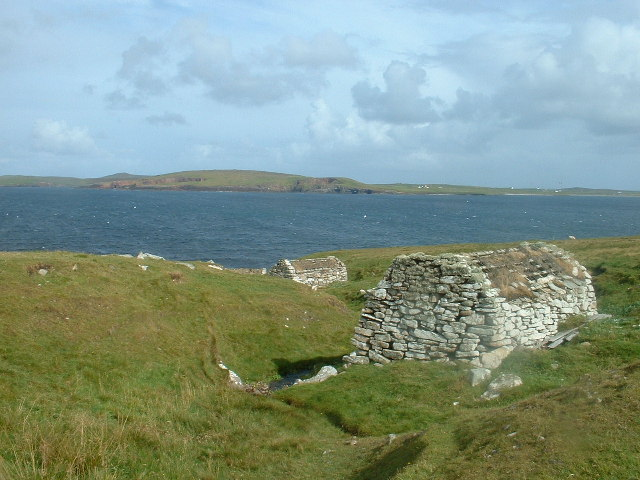
Click Mills von Huxter

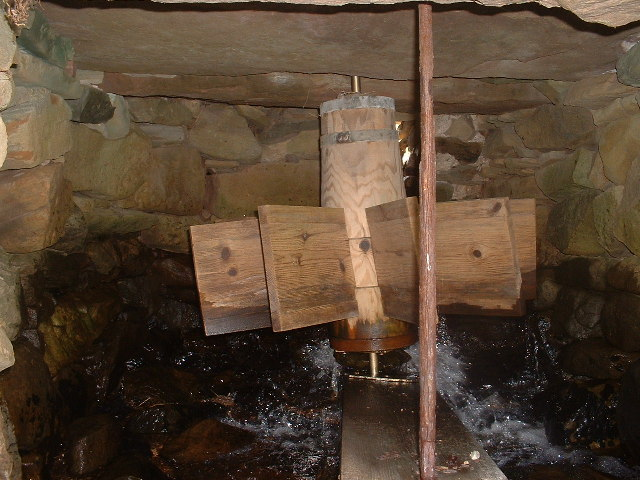
Wasserrad

Die drei Click Mills von Huxter (auch Clack Mills) westlich von Sandness sind typische Beispiele für nordische oder Horizontalrad-Wassermühlen, eine frühere Art von Wassermühlen, die auch Click oder Norse Mills genannt werden und auf Lewis and Harris, den Orkney und den Shetlands gefunden werden. 
Die Kornmühle von Huxter auf der Shetlandinsel Mainland verwendete ein Wasserrad mit horizontalen Schaufeln, die ein Schleifsteinpaar antrieben. Aufgrund der einfachen Form konnten an einem Wasserlauf mehrere Mühlen errichtet werden. Sie wurden lokal hergestellt, auch die Mühlsteine stammen aus der Region.
Jede Mühle ist quer über dem Bach gebaut, der Schleusentore hatte, die den Wasserfluss umleiten konnten, wenn die Mühle nicht in Betrieb war. Jede Mühle wurde von drei Familien betreut und konnte auch zum Mahlen von Mehl anderer verwendet werden. Es wird geschätzt, dass eine Mühle einen Scheffel Getreide pro Stunde mahlen könnte, was etwa 45 Pfund Mehl entspricht. 

## Verbreitung und Besonderheiten
Reste von Horizontalmühlen findet man in Schottland und auf den Inseln. Eine restaurierte und intakte Clickmühle steht auf der Orkneyinsel Mainland (Click Mill von Dounby). Andere stehen bei Shawbost auf Lewis (Rekonstruktion), in Irland und bei Westing auf der Shetlandinsel Unst. Die Dendrochronologie zeigt, dass die überwiegende Mehrheit aller Mühlen in Irland zwischen 630 und 930 entstand. Zuvor wurde angenommen, dass sich die Mühlenart erst durch die Normannen nach Irland verbreitete. Die Horizontalmühlen auf Shetland müssen in den 1880er Jahren noch in Gebrauch gewesen sein, als Gilbert Goudie (1843–1918) sie untersuchte. Die letzte Mühle war bis in die 1940er Jahre in Betrieb. Die Mühlen stammten aus einer Zeit, als jede Familie oder Gruppe Gerste und Hafer anbaute und mahlte.
Die Anlage ist als Scheduled Monument geschützt.